# Stazione di Bordeaux-Saint-Jean
La stazione di Bordeaux-Saint-Jean  è la principale stazione ferroviaria a servizio di Bordeaux e della sua agglomerazione, situata nel dipartimento della Gironda, regione Aquitania.
È servita da TGV e dal TER.
La sua apertura all'esercizio avvenne nel 1855.
La sala grande ha una enorme mappa della rete ferroviaria del Midi su una delle pareti e ricorda ai passeggeri le origini della stazione.
È servita dalla Linea di Tram veloci denominata C .

## Galleria d'immagini

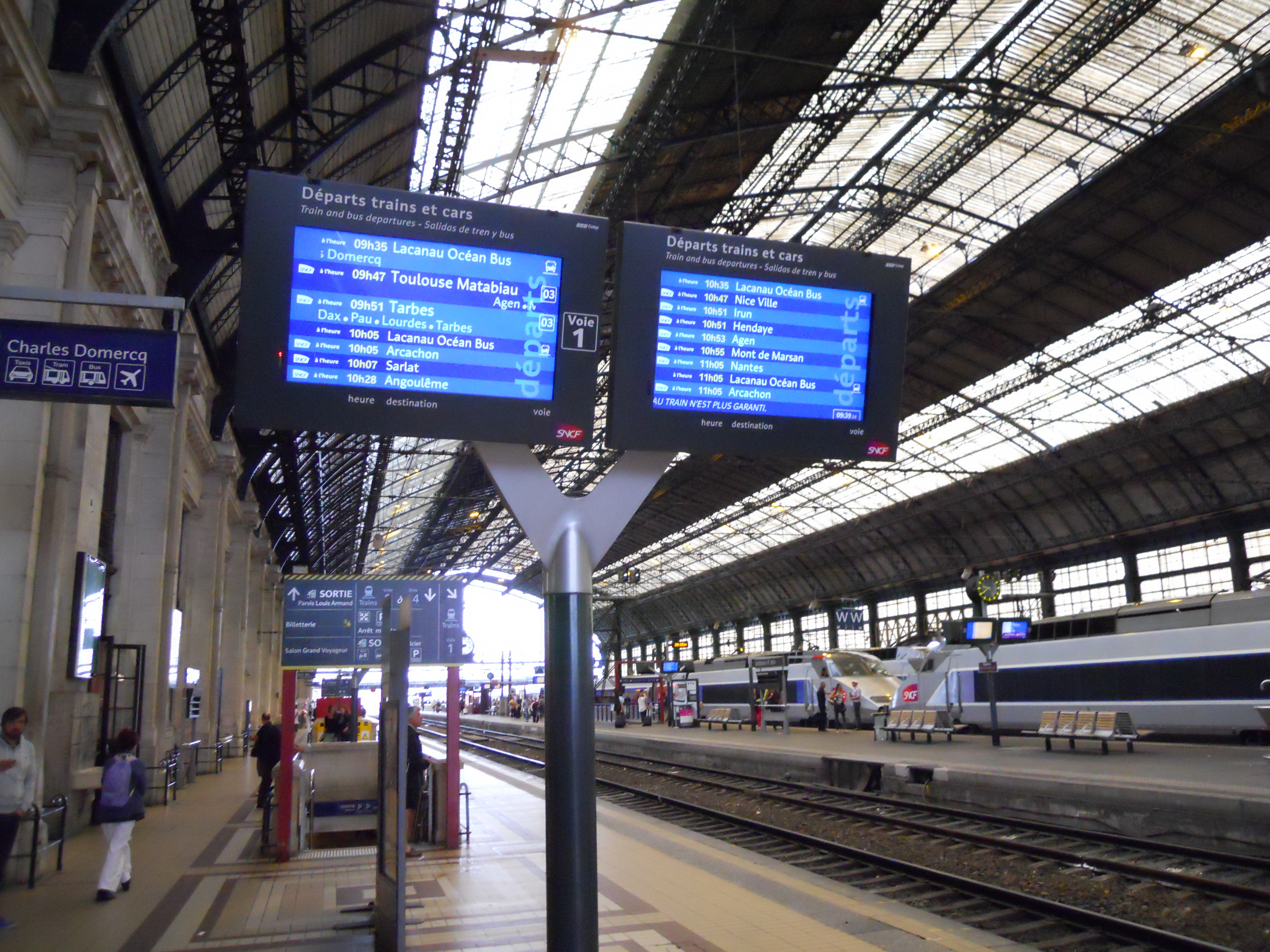
Interno della Stazione
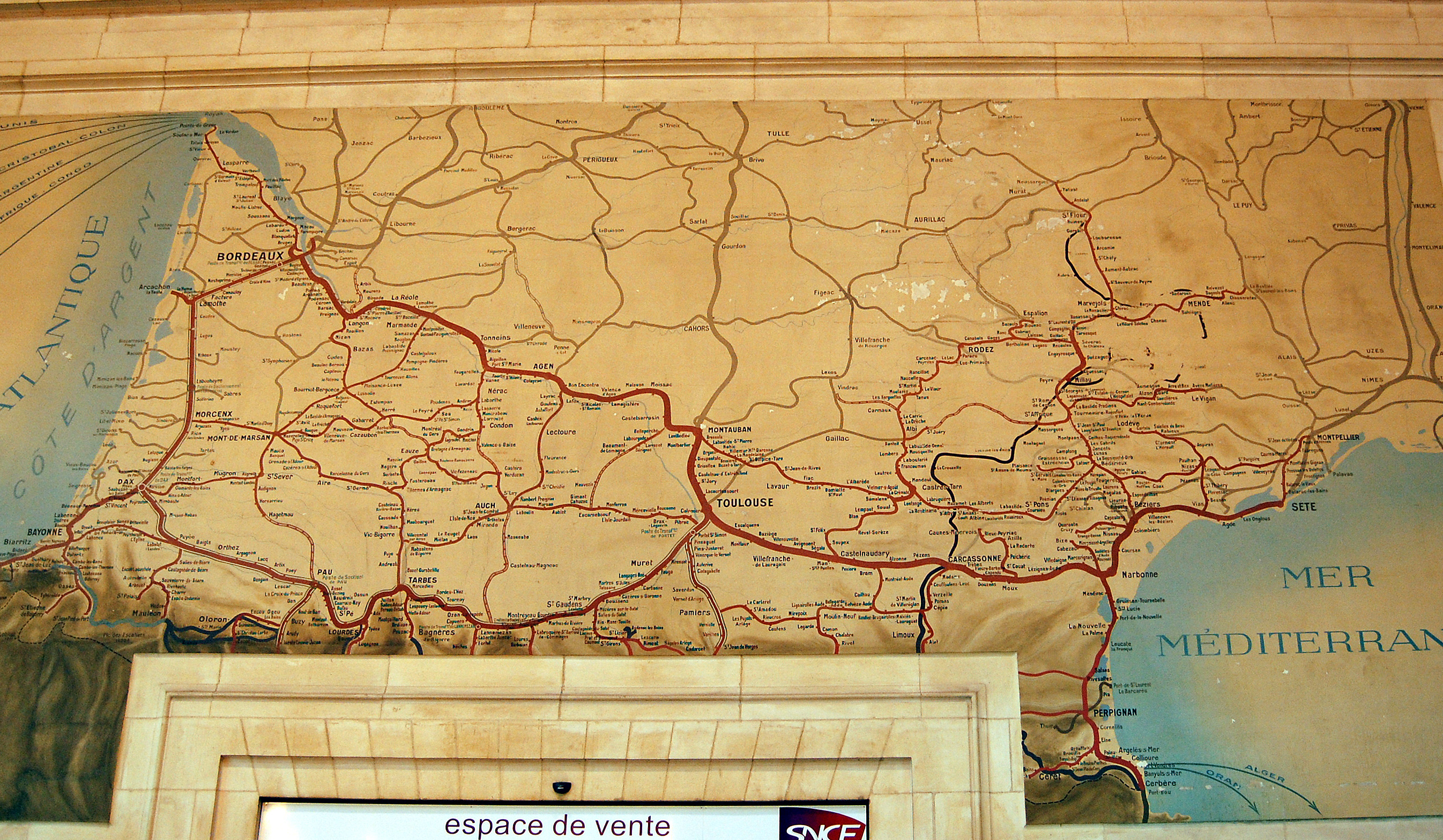
Mappa delle ferrovie del Midi